# Suvereni veliki generalni inspektor
Suvereni veliki generalni inspektor (engl. Sovereign Grand Inspector General; fran. Souverain Grand Inspecteur Général), negdje i generalni inspektor (engl. Inspector General) je posljednji i 33. stupanj u Drevnom i prihvaćenom škotskom obredu, sustavu u slobodnom zidarstvu. Ovo je jedini stupanj u isključivoj nadležnosti vrhovnog vijeća.
U Škotskom redu 33. stupanj dodjeljuje se članu kao priznanje za iznimnu službu i doprinos Škotskom obredu, slobodnom zidarstvu ili društvu u cjelini, čime taj stupanj zadržava svoju ekskluzivnost, simboliku i čast u hijerarhiji slobodnog zidarstva. Iako je ovaj stupanj ogromna čast, ne smatra se ništa višim u rangu od trećeg stupnja majstora.

## Povijest
Slobodno zidarstvo postoji više od tri stoljeća, a Škotski obred više od 200 godina. Tijekom ranog razdoblja povijesti, proces dodjele 33. stupnja razlikovao se od današnjeg. Povijesni primjer može se pronaći u molbi koju je oko 1845. podnio Killian Henry Van Rensselaer, istaknuti slobodni zidar iz New Yorka, upućenoj tadašnjem Vrhovnom vijeću. U to doba, članovi su još uvijek mogli podnijeti pisanu molbu za prijem u najviši stupanj, što je praksa koja je kasnije ukinuta. U 19. stoljeću, Vrhovnim vijećim Škotskog obreda SAD Sjeverne jurisdikcije upravljao je John James Joseph Gourgas, koji je, zajedno s Gilesom Fondom Yatesom, igrao ključnu ulogu u obnovi slobodnozidarske aktivnosti nakon razdoblja antimasonskog pokreta u Sjedinjenim Američkim Državama. Van Rensselaer bio je jedan od sedam masona koji su tijekom tog razdoblja primljeni u 33. stupanj, čime se broj članova Vrhovnog vijeća povećao na devet.
Institucija počasnog člana formalizirana je tek nakon 1845. godine. Prije toga, svaki slobodni zidar koji bi bio uzdignut u 33. stupanj automatski je postajao aktivnim članom Vrhovnog vijeća. Prije toga godine, titula počasnog člana nije ni postojala, pa je svaki slobodni zidar koji bi bio proglašen uzvišenim princom i primio 33. stupanj automatski postajao aktivnim članom Vrhovnog vijeća.
Danas je ta procedura znatno formaliziranija i selektivnija. Glasački članovi Vrhovnog vijeća nazivaju se aktivnim članovima (Active Members). Oni nadgledaju rad i upravljanje vijećem. Kada se otvori mjesto u aktivnom članstvu, netko od počasnih članova (Honorary Members) može biti nominiran i izabran da ga popuni. U suvremenom ustroju, aktivni članovi biraju počasne članove putem glasovanja, a samo izuzetno odabrani pojedinci mogu biti unaprijeđeni u aktivni status, čime stječu i pravo glasa unutar upravljačke strukture Vrhovnog vijeća.

## Postupak nominacije
U okviru Škotskog obreda, 33° nije stupanj koji se traži ili polaže, već je počasna titula kojom se odlikuju oni koji su se istaknuli predanim radom, odanošću i doprinosom slobodnom zidarstvu i čovječanstvu. Slobodni zidari u dobrom statusu mogu prolaziti kroz stupnjeve – od učenika, preko 29 stupnjeva Škotskog obreda, kao i kroz druge prateće sustave, no 33. stupanj ostaje rezerviran za one koji su se istinski dokazali.
Postupak nominacije varira od jednog nadležnosti do druge, ali kandidati moraju biti izabrani glasovanjem aktivnih članova vrhovnog vijeća. To je najviše priznanje koje slobodni zidar može dobiti i primiti u Škotskom obredu – ne dodjeljuje se često, već s poštovanjem i uz pomno razmatranje.
Vrhovno vijeće Škotskog obreda SAD Sjeverne jurisdikcije aktivno dodjeljuje još 29 dodatnih stupnjeva, dok se 33. stupanj dodjeljuje počasno, kao priznanje za poseban doprinos slobodnom zidarstvu i društvu.

## Insignije
Insignije suverenih velikih inspektora generala uključuju:
1. Teutonski križ koji se nosi na lijevoj strani prsa.
2. Bijela lenta s vodenastim uzorkom, obrubljena zlatnim rubom, na čijoj je prednjoj strani zlatni trokut koji zrači zlatnim zrakama. U središtu trokuta nalazi se broj 33, dok se s obje strane gornjeg kuta trokuta nalazi srebrni mač usmjeren prema središtu. Lenta se nosi preko lijevog ramena prema desnom boku, završava šiljasto, s zlatnim resama, a na spoju se nalazi rozeta od grimizne i zeleno-plave vrpce, na kojoj je opći znak Škotskog reda.
3. Medaljon je orao s pruskom zlatnom dijademom.
4. Veleodlikovanja Škotskog reda nalaze se na Teutonskom križu. Sastoje se od devetokrake zvijezde, koju čine tri međusobno isprepletena zlatna trokuta. Od donjeg lijevog kuta prema gornjem desnom pruža se mač, a u suprotnom smjeru ruka pravde. U sredini je štit Reda, plave boje, s orlom kao na zastavi. Na desnoj strani štita nalazi se zlatna vaga, a na lijevoj zlatni šestar položen na zlatni kutnik. Oko cijelog štita nalazi se plava traka s latinskim natpisom Ordo ab Chao, ispisanim zlatnim slovima, a ta je traka obavijena dvostrukim krugom koji tvore dvije zlatne zmije koje si grizu rep. Od manjih trokuta koji nastaju presijecanjem glavnih, devet najbližih plavoj traci obojeni su crveno, a na svakom se nalazi po jedno slovo koje zajedno čine riječ sapienta (mudrost).
5. Prva tri časnika vrhovnog vijeća također nose bijeli pojas ili lentu, obrubljenu zlatom, koja visi s desne strane tijela.

## Utjecaji u društvu i kulturi
Ovaj stupanj stekao je svojevrsni status slavnog simbola, dijelom zahvaljujući senzacionalističkom prikazu u bestseleru Izgubljeni simbol Dana Browna iz 2009. godine. U romanu, 33. stupanj prikazan je kao tajanstveni i moćni vrhunac slobodnog zidarstva. Brown je na prvim stranicama ovog romana preuzeo opis ceremonije iz antimasonskog ekspozea iz 1870-ih, koji je izvorno bio napisan s ciljem diskreditiranja i sramoćenja slobodnih zidara. Po ovom romanu snimljena je i istoimena televizijska serija koja je premijerno prikazana 2021. godine.
Teorije urota o slobodnom zidarstvu pokrivaju gotovo svaki aspekt društva. Većina ih počiva na jednoj ili više pretpostavki, uključujući i to da je 33. stupanj Škotskog obreda više od pukog počasnog stupnja i da većina slobodnih zidara nije svjesna postojanja tajnih upravljačkih tijela unutar svoje organizacije, koja provode okultne rituale ili kontroliraju ključne političke i društvene položaje.

## Poznati nositelji
Među poznatim nositeljima 33. stupnja Drevnog i prihvaćenog škotskog obreda su:
- Simón Bolívar, vojskovođa i državnik[13][1]
- Gabriele D'Annunzio, pjesnik
- Giosuè Carducci, pjesnik
- Francesco Crispi, političar i premijer Italije
- Giuseppe Garibaldi, revolucionar i borac za Ujedinjenje Italije
- Viktor Novak, hrvatski i jugoslavenski povjesničar
- Buzz Aldrin, vojni pilot i astronaut[3]
- Henry Ford, industrijalac i poslovni magnat[4]
- John Glenn, astronaut i političar[1][4]
- J. Edgar Hoover, odvjetnik i direktor FBI-a[4]
- Albert Pike, odvjetnik i govornik[1][4]
- Harry S. Truman, političar i 33. predsjednik SAD-a[1][4]